# Listă de filme de aventură din anii 2000
Aceasta este o listă de filme de aventură din anii 2000:

## 2000
| 2000                                   |                             |                                                              |                                                                                    |                                          |
| The Adventures of Rocky and Bullwinkle | Des McAnuff                 | Rene Russo, Jason Alexander, Piper Perabo                    | Statele Unite ale Americii                                                         | Live-Action/Animated Comedy Adventure    |
| Amazone                                | Philippe de Broca           | Jean-Paul Belmondo, Arielle Dombasle, Patrick Bouchitey      | Franța · Spania                                                                    | Adventure comedy                         |
| The Beach                              | Danny Boyle                 | Leonardo DiCaprio, Tilda Swinton, Virginie Ledoyen           | Statele Unite ale Americii                                                         | Adventure drama                          |
| Cast Away                              | Robert Zemeckis             | Tom Hanks, Helen Hunt, Chris Noth                            | Statele Unite ale Americii                                                         | Adventure drama                          |
| Chicken Run                            | Nick Park, Peter Lord       | Mel Gibson, Julia Sawalha, Miranda Richardson, Jane Horrocks | Statele Unite ale Americii · Regatul Unit al Marii Britanii și al Irlandei de Nord | Animated film, Adventure comedy          |
| Crouching Tiger, Hidden Dragon         | Ang Lee                     | Chow Yun-fat, Michelle Yeoh, Zhang Ziyi                      |                                                                                    | Romantic adventure                       |
| Dinosaur                               | Eric Leighton, Ralph Zondag | D. B. Sweeney, Ossie Davis, Alfre Woodard                    | Statele Unite ale Americii                                                         | Animated film, Family-oriented adventure |
| Mission to Mars                        | Brian De Palma              | Gary Sinise, Tim Robbins                                     | Statele Unite ale Americii                                                         | Space adventure                          |
| The Perfect Storm                      | Wolfgang Petersen           | George Clooney, Mark Wahlberg, John C. Reilly                | Statele Unite ale Americii                                                         | Sea adventure, adventure drama           |
| Le Prince Du Pacifique                 | Alain Corneau               | Thierry Lhermitte, Patrick Timsit, Marie Trintignant         | Franța                                                                             | Adventure comedy                         |
| Red Planet                             | Antony Hoffman              | Val Kilmer, Carrie-Anne Moss                                 | Statele Unite ale Americii                                                         | Space adventure                          |
| The Road to El Dorado                  | Don Paul and Bibo Bergeron  | Kenneth Branagh, Kevin Kline, Rosie Perez                    | Statele Unite ale Americii                                                         | Animated film, Family-oriented adventure |
| Supernova                              | Thomas Lee                  | James Spader, Angela Bassett, Robert Forster                 | Statele Unite ale Americii                                                         | Space adventure                          |
| Titan A.E.                             | Don Bluth, Gary Goldman     | Matt Damon, Drew Barrymore, Bill Pullman, John Leguizamo     | Statele Unite ale Americii                                                         | Animated film, space adventure           |
| U-571                                  | Jonathan Mostow             | Matthew McConaughey, Bill Paxton, Harvey Keitel              | Statele Unite ale Americii                                                         | War adventure, sea adventure             |

## 2001
| Titlu                                             | Regizor                                 | Actori                                                              | Țară                                                                               | Sub-Gen/Note                             |
| ------------------------------------------------- | --------------------------------------- | ------------------------------------------------------------------- | ---------------------------------------------------------------------------------- | ---------------------------------------- |
| Atlantis: The Lost Empire                         | Gary Trousdale, Kirk Wise               | Michael J. Fox, Cree Summer, James Garner, Don Novello, Phil Morris | Statele Unite ale Americii                                                         | Sea adventure, fantasy adventure         |
| Back to the Secret Garden                         | Michael Tuchner                         | Camilla Belle                                                       |                                                                                    | Family-oriented adventure                |
| Black Knight                                      | Gil Junger                              | Martin Lawrence, Tom Wilkinson, Marsha Thomason                     | Statele Unite ale Americii                                                         | Adventure comedy                         |
| The Bunker                                        | Rob Green                               | Jason Flemyng, Charley Boorman, Jack Davenport                      | Regatul Unit al Marii Britanii și al Irlandei de Nord                              | War adventure                            |
| The Diamond of Jeru                               | Dick Lowry, Ian Barry                   | Billy Zane, Keith Carradine                                         | Statele Unite ale Americii · Australia                                             | [ 20 ]                                   |
| Final Fantasy: The Spirits Within                 | Hironobu Sakaguchi, Motonori Sakakibara | Ming-Na Wen, Alec Baldwin, Ving Rhames                              | Statele Unite ale Americii                                                         | Animated film, space adventure           |
| Harry Potter and the Philosopher's Stone          | Chris Columbus                          | Daniel Radcliffe, Emma Watson, Rupert Grint                         | Regatul Unit al Marii Britanii și al Irlandei de Nord · Statele Unite ale Americii | Fantasy adventure                        |
| Jimmy Neutron: Boy Genius                         | John A. Davis                           | Megan Cavanagh, Mark de Carlo, Debi Derryberry                      | Statele Unite ale Americii                                                         | Animated film, Space adventure           |
| A Knight's Tale                                   | Brian Helgeland                         | Heath Ledger, Mark Addy, Rufus Sewell                               | Statele Unite ale Americii                                                         | [ 24 ]                                   |
| Lady and the Tramp II: Scamp's Adventure          | Jeannine Roussel, Darrell Rooney        | Scott Wolf, Alyssa Milano, Chazz Palminteri                         | Statele Unite ale Americii                                                         | Animated film, Family oriented adventure |
| Lara Croft: Tomb Raider                           | Simon West                              | Angelina Jolie, Jon Voight, Noah Taylor                             | Statele Unite ale Americii                                                         | Fantasy adventure                        |
| The Legend of Zu                                  | Tsui Hark                               | Zhang Ziyi, Cecilia Cheung, Kelly Lin                               | Hong Kong · Republica Populară Chineză                                             | Fantasy adventure                        |
| The Lord of the Rings: The Fellowship of the Ring | Peter Jackson                           | Elijah Wood, Ian McKellen, Ian Holm                                 | Statele Unite ale Americii · Noua Zeelandă                                         | Fantasy adventure                        |
| The Mummy Returns                                 | Stephen Sommers                         | Brendan Fraser, Rachel Weisz, John Hannah, Arnold Vosloo            | Statele Unite ale Americii                                                         | Adventure comedy                         |
| The Musketeer                                     | Peter Hyams                             | Catherine Deneuve, Mena Suvari, Stephen Rea                         | Statele Unite ale Americii                                                         | [ 30 ]                                   |
| Spirited Away                                     | Hayao Miyazaki                          | Rumi Hiiragi, Miyu Irino, Suzanne Pleshette                         | Japonia                                                                            | Fantasy adventure                        |
| Spy Kids                                          | Robert Rodriguez                        | Antonio Banderas, Carla Gugino, Alexa Vega                          | Statele Unite ale Americii                                                         | Family-oriented adventure                |

## 2002
| Titlu                                      | Regizor                      | Actori                                                                        | Țară                                                                               | Sub-Gen/Note                                              |
| ------------------------------------------ | ---------------------------- | ----------------------------------------------------------------------------- | ---------------------------------------------------------------------------------- | --------------------------------------------------------- |
| Asterix & Obelix: Mission Cleopatra        | Alain Chabat                 | Gérard Depardieu, Christian Clavier, Jamel Debbouze                           | Franța · Germania                                                                  | [ 33 ]                                                    |
| Balto II: Wolf Quest                       | Phil Weinstein               |                                                                               | Statele Unite ale Americii                                                         | Animated film, Family-oriented adventure                  |
| Below                                      | David N. Twohy               | Bruce Greenwood, Olivia Williams, Holt McCallany                              | Statele Unite ale Americii                                                         | War adventure                                             |
| The Count of Monte Cristo                  | Kevin Reynolds               | James Caviezel, Guy Pearce, Dagmara Dominczyk                                 | Statele Unite ale Americii                                                         | [ 36 ]                                                    |
| The Crocodile Hunter: Collision Course     | John Stainton                | Steve Irwin, Terri Irwin, Magda Szubanski                                     | Australia                                                                          | Adventure comedy                                          |
| The Four Feathers                          | Shekhar Kapur                | Heath Ledger, Wes Bentley, Kate Hudson                                        | Statele Unite ale Americii · Regatul Unit al Marii Britanii și al Irlandei de Nord | [ 38 ]                                                    |
| Harry Potter and the Chamber of Secrets    | Chris Columbus               | Daniel Radcliffe, Rupert Grint, Emma Watson                                   | Statele Unite ale Americii · Regatul Unit al Marii Britanii și al Irlandei de Nord | Fantasy adventure                                         |
| Ice Age                                    | Chris Wedge, Carlos Saldanha | Ray Romano, John Leguizamo, Denis Leary                                       | Statele Unite ale Americii                                                         | Animated film, Family-oriented adventure                  |
| The Lord of the Rings: The Two Towers      | Peter Jackson                | Elijah Wood, Ian McKellen, Liv Tyler, Viggo Mortensen                         | Statele Unite ale Americii · Noua Zeelandă                                         | Fantasy adventure                                         |
| Scooby Doo                                 | Raja Gosnell                 | Freddie Prinze, Jr., Sarah Michelle Gellar, Matthew Lillard, Linda Cardellini | Statele Unite ale Americii                                                         | Family-oriented adventure, Fantasy adventure              |
| The Scorpion King                          | Chuck Russell                | The Rock, Steven Brand, Michael Clarke Duncan, Kelly Hu                       | Statele Unite ale Americii                                                         | Fantasy adventure                                         |
| Snow Dogs                                  | Brian Levant                 | Cuba Gooding, Jr., James Coburn                                               | Statele Unite ale Americii                                                         | Family-oriented adventure                                 |
| Spy Kids 2: The Island of Lost Dreams      | Robert Rodriguez             | Antonio Banderas, Carla Gugino, Alexa Vega                                    |                                                                                    | Family-oriented adventure                                 |
| Star Wars Episode II: Attack of the Clones | George Lucas                 | Ewan McGregor, Natalie Portman, Hayden Christensen, Christopher Lee           | Statele Unite ale Americii                                                         | Space adventure                                           |
| Treasure Planet                            | Ron Clements, John Musker    | Joseph Gordon-Levitt, Brian Murray, David Hyde Pierce                         | Statele Unite ale Americii                                                         | Animated film, Family-oriented adventure, space adventure |

## 2003
| Titlu                                                  | Regizor                      | Actori                                                                     | Țară                                       | Sub-Gen/Note                                |
| ------------------------------------------------------ | ---------------------------- | -------------------------------------------------------------------------- | ------------------------------------------ | ------------------------------------------- |
| Agent Cody Banks                                       | Harald Zwart                 | Frankie Muniz, Hilary Duff                                                 | Statele Unite ale Americii                 | Family-oriented adventure                   |
| Fanfan la Tulipe                                       | Gérard Krawczyk              | Vincent Perez, Penélope Cruz, Didier Bourdon                               | Franța                                     | [ 49 ]                                      |
| Finding Nemo                                           | Andrew Stanton, Lee Unkrich  |                                                                            | Statele Unite ale Americii                 | Family-oriented adventure, adventure comedy |
| The Jungle Book 2                                      | Steven Trenbirth             | Haley Joel Osment, John Goodman, Mae Whitman                               | Statele Unite ale Americii                 | Family-oriented adventure                   |
| Kangaroo Jack                                          | David McNally                | Jerry O'Connell, Anthony Anderson, Estella Warren                          | Statele Unite ale Americii                 | Adventure comedy                            |
| Lara Croft Tomb Raider: The Cradle of Life             | Jan de Bont                  | Angelina Jolie                                                             | Statele Unite ale Americii                 | Fantasy adventure                           |
| The Lord of the Rings: The Return of the King          | Peter Jackson                | Elijah Wood, Ian McKellen, Viggo Mortensen                                 | Statele Unite ale Americii · Noua Zeelandă | Fantasy adventure                           |
| Master and Commander: The Far Side of the World        | Peter Weir                   | Russell Crowe, Paul Bettany, Billy Boyd, James D'Arcy                      | Statele Unite ale Americii                 | Sea adventure, adventure drama              |
| Once Upon a Time in Mexico                             | Robert Rodriguez             | Antonio Banderas, Salma Hayek, Johnny Depp                                 |                                            | [ 56 ]                                      |
| Peter Pan                                              | P.J. Hogan                   | Jason Isaacs, Jeremy Sumpter, Rachel Hurd-Wood                             |                                            | Fantasy adventure                           |
| Pirates of the Caribbean: The Curse of the Black Pearl | Gore Verbinski               | Johnny Depp, Geoffrey Rush, Orlando Bloom, Keira Knightley, Jack Davenport | Statele Unite ale Americii                 | Adventure comedy, fantasy adventure         |
| The Rundown                                            | Peter Berg                   | The Rock, Seann William Scott, Rosario Dawson                              | Statele Unite ale Americii                 | Adventure comedy                            |
| Sinbad: Legend of the Seven Seas                       | Tim Johnson, Patrick Gilmore |                                                                            | Statele Unite ale Americii                 | Fantasy adventure, sea adventure            |
| Spy Kids 3-D: Game Over                                | Robert Rodriguez             | Antonio Banderas, Carla Gugino, Alexa Vega                                 | Statele Unite ale Americii                 | Family-oriented adventure film              |

## 2004
| Titlu                                    | Regizor                                    | Actori                                                                          | Țară                                                                             | Sub-Gen/Note              |
| ---------------------------------------- | ------------------------------------------ | ------------------------------------------------------------------------------- | -------------------------------------------------------------------------------- | ------------------------- |
| Arsène Lupin                             | Jean-Paul Salome                           | Romain Duris, Kristin Scott Thomas, Pascal Greggory                             | Spania · Italia · Franța · Regatul Unit al Marii Britanii și al Irlandei de Nord | Romantic adventure        |
| Balto III: Wings of Change               | Phil Weinstein                             |                                                                                 |                                                                                  | Family-oriented adventure |
| Catch That Kid                           | Bart Freundlich                            | Kristen Stewart, Corbin Bleu, Max Thieriot                                      | Statele Unite ale Americii                                                       | Family-oriented adventure |
| The Chronicles of Riddick                | David N. Twohy                             | Vin Diesel, Colm Feore, Thandie Newton                                          | Statele Unite ale Americii                                                       | Space adventure           |
| Harry Potter and the Prisoner of Azkaban | Alfonso Cuarón                             | Daniel Radcliffe, Rupert Grint, Emma Watson,                                    | Statele Unite ale Americii                                                       | Fantasy adventure         |
| Hidalgo                                  | Joe Johnston                               | Viggo Mortensen, Omar Sharif, Louise Lombard                                    | Statele Unite ale Americii                                                       | [ 67 ]                    |
| Howl's Moving Castle                     | Hayao Miyazaki                             |                                                                                 | Japonia                                                                          | Fantasy adventure         |
| The Incredibles                          | Brad Bird                                  |                                                                                 | Statele Unite ale Americii                                                       | Family-oriented adventure |
| King Arthur                              | Antoine Fuqua                              | Clive Owen, Keira Knightley, Ioan Gruffudd                                      | Statele Unite ale Americii                                                       | [ 70 ]                    |
| The Life Aquatic with Steve Zissou       | Wes Anderson                               | Bill Murray, Owen Wilson, Cate Blanchett, Anjelica Huston                       | Statele Unite ale Americii                                                       | Sea adventure             |
| National Treasure                        | Jon Turteltaub                             | Nicolas Cage, Diane Kruger, Jon Voight, Justin Bartha, Sean Bean, Harvey Keitel | Statele Unite ale Americii                                                       | [ 72 ]                    |
| Shark Tale                               | Bibo Bergeron, Vicky Jenson, Rob Letterman | Will Smith, Robert De Niro, Renée Zellweger                                     | Statele Unite ale Americii                                                       | Sea adventure             |
| Sky Captain and the World of Tomorrow    | Kerry Conran                               | Gwyneth Paltrow, Jude Law, Angelina Jolie                                       | Statele Unite ale Americii                                                       | [ 74 ]                    |
| Team America: World Police               | Trey Parker                                | Trey Parker, Matt Stone, Kristen Miller, Masasa, Daran Norris                   | Statele Unite ale Americii                                                       | Adventure comedy          |
| Thunderbirds                             | Jonathan Frakes                            | Bill Paxton, Anthony Edwards, Sophia Myles, Ben Kingsley                        | Statele Unite ale Americii                                                       | Family-oriented adventure |
| Wind and Cloud: The Storm Riders         | Raymond Lee                                | Vincent Zhao, Ho Yun Tung                                                       | Hong Kong                                                                        | Fantasy adventure         |

## 2005
| Titlu                                                          | Regizor                        | Actori                                                                                        | Țară | Sub-Gen/Note                             |
| -------------------------------------------------------------- | ------------------------------ | --------------------------------------------------------------------------------------------- | --- | ---------------------------------------- |
| The Adventures of Sharkboy and Lavagirl in 3-D                 | Robert Rodriguez               | Taylor Lautner, Taylor Dooley, Cayden Boyd                                                    | Statele Unite ale Americii                                                                                      | Family-oriented adventure                |
| Beowulf & Grendel                                              | Sturla Gunnarsson              | Gerard Butler, Stellan Skarsgård, Sarah Polley                                                | Islanda · Regatul Unit al Marii Britanii și al Irlandei de Nord · Canada                                        | [ 79 ]                                   |
| The Brothers Grimm                                             | Terry Gilliam                  | Matt Damon, Heath Ledger, Jonathan Pryce                                                      | Statele Unite ale Americii · Regatul Unit al Marii Britanii și al Irlandei de Nord                              | Fantasy adventure                        |
| Chicken Little                                                 | Mark Dindal                    | Zach Braff, Steve Zahn, Joan Cusack                                                           | Statele Unite ale Americii                                                                                      | Animated film, Family-oriented adventure |
| The Chronicles of Narnia: The Lion, the Witch and the Wardrobe | Andrew Adamson                 | Georgie Henley, Skandar Keynes, William Moseley, Anna Popplewell, Tilda Swinton, James McAvoy | Statele Unite ale Americii                                                                                      | Fantasy adventure                        |
| The Descent                                                    | Neil Marshall                  | Shauna MacDonald, Natalie Mendoza, Alex Reid, Saskia Mulder                                   | Regatul Unit al Marii Britanii și al Irlandei de Nord                                                           | Adventure drama                          |
| Duma                                                           | Carroll Ballard                | Alexander Michaletos, Eamonn Walker, Campbell Scott, Hope Davis                               | Statele Unite ale Americii                                                                                      | Family-oriented adventure                |
| Harry Potter and the Goblet of Fire                            | Mike Newell                    | Daniel Radcliffe, Rupert Grint, Emma Watson                                                   | Statele Unite ale Americii                                                                                      | Fantasy adventure                        |
| Into the Blue                                                  | John Stockwell                 | Paul Walker, Jessica Alba, Scott Caan                                                         | Statele Unite ale Americii                                                                                      | Sea adventure                            |
| Kirikou et les bêtes sauvages                                  | Michel Ocelot, Benedicte Galup |                                                                                               | Franța | Family-oriented adventure                |
| King Kong                                                      | Peter Jackson                  | Naomi Watts, Jack Black, Adrien Brody                                                         | Statele Unite ale Americii                                                                                      | [ 88 ]                                   |
| Lassie                                                         | Charles Sturridge              | Peter O'Toole, Samantha Morton, John Lynch                                                    | Regatul Unit al Marii Britanii și al Irlandei de Nord · Republica Irlanda · Statele Unite ale Americii · Franța | Family-oriented adventure                |
| The Legend of Zorro                                            | Martin Campbell                | Antonio Banderas, Catherine Zeta-Jones                                                        | Statele Unite ale Americii                                                                                      | [ 90 ]                                   |
| Lenny the Wonder Dog                                           | Oren Goldman, Yariv Ozdoba     | Sammy Kahn, Craig Ferguson, Michael Winslow                                                   | Statele Unite ale Americii                                                                                      | Family-oriented adventure                |
| MirrorMask                                                     | Dave McKean                    | Stephanie Leonidas, Jason Barry, Rob Brydon, Gina McKee                                       | Regatul Unit al Marii Britanii și al Irlandei de Nord · Statele Unite ale Americii                              | Fantasy adventure                        |
| The Promise                                                    | Chen Kaige                     | Hiroyuki Sanada, Jang Dong-gun, Cecilia Cheung                                                | Republica Populară Chineză                                                                                      | Fantasy adventure                        |
| Robots                                                         | Chris Wedge, Carlos Saldanha   | Ewan McGregor, Halle Berry, Robin Williams                                                    | Statele Unite ale Americii                                                                                      | Family-oriented adventure                |
| Sahara                                                         | Breck Eisner                   | Matthew McConaughey, Steve Zahn, Penélope Cruz                                                | Statele Unite ale Americii                                                                                      | Romantic adventure                       |
| Serenity                                                       | Joss Whedon                    | Nathan Fillion, Gina Torres, Alan Tudyk, Morena Baccarin                                      | Statele Unite ale Americii                                                                                      | Space adventure                          |
| Star Wars Episode III: Revenge of the Sith                     | George Lucas                   | Hayden Christensen, Ewan McGregor, Samuel L. Jackson                                          | Statele Unite ale Americii                                                                                      | Space adventure                          |
| Zathura: A Space Adventure                                     | Jon Favreau                    | Jonah Bobo, Josh Hutcherson, Dax Shepard                                                      | Statele Unite ale Americii                                                                                      | Space adventure                          |

## 2006
| Titlu                                      | Regizor           | Actori                                                      | Țară                                            | Sub-Gen/Note                        |
| ------------------------------------------ | ----------------- | ----------------------------------------------------------- | ----------------------------------------------- | ----------------------------------- |
| Azur & Asmar: The Princes' Quest           | Michel Ocelot     |                                                             | Belgia · Spania · Italia · Franța               | [ 99 ]                              |
| Blackbeard                                 | Kevin Connor      | Angus MacFadyen, Mark Umbers, Rachel Ward, Jessica Chastain | Statele Unite ale Americii                      | Sea adventure                       |
| Eragon                                     | Stefen Fangmeier  | Michael A. Mehlmann, Ed Speleers, Tamás Deák                | Statele Unite ale Americii                      | Fantasy adventure                   |
| Happy Feet                                 | George Miller     |                                                             | Statele Unite ale Americii · Canada · Australia | Adventure comedy                    |
| Ice Age: The Meltdown                      | Carlos Saldanha   | Ray Romano, John Leguizamo, Denis Leary                     | Statele Unite ale Americii                      | Family-oriented adventure           |
| Paprika                                    | Satoshi Kon       | Megumi Hayashibara, Toru Emori, Katsunosuke Hori            | Japonia                                         | Science fiction adventure           |
| Pirates of the Caribbean: Dead Man's Chest | Gore Verbinski    | Johnny Depp, Orlando Bloom, Keira Knightley, Jack Davenport | Statele Unite ale Americii                      | Adventure comedy, fantasy adventure |
| Poseidon                                   | Wolfgang Petersen | Josh Lucas, Kurt Russell, Jacinda Barrett                   | Statele Unite ale Americii                      | Sea adventure                       |
| X-Men: The Last Stand                      | Brett Ratner      | Hugh Jackman, Halle Berry, Ian McKellen                     | Statele Unite ale Americii                      | Science-fiction Adventure           |

## 2007
| Titlu                                     | Regizor             | Actori                                                                         | Țară                                                                               | Sub-Gen/Note                        |
| ----------------------------------------- | ------------------- | ------------------------------------------------------------------------------ | ---------------------------------------------------------------------------------- | ----------------------------------- |
| Battle for Terra                          | Aristomenis Tsirbas |                                                                                | Statele Unite ale Americii                                                         | Space adventure                     |
| Beowulf                                   | Robert Zemeckis     | Ray Winstone, Anthony Hopkins, John Malkovich                                  | Statele Unite ale Americii                                                         | Fantasy adventure                   |
| Bridge to Terabithia                      | Gabor Csupo         | Josh Hutcherson, AnnaSophia Robb, Robert Patrick                               | Statele Unite ale Americii                                                         | Fantasy adventure                   |
| The Golden Compass                        | Chris Weitz         | Nicole Kidman, Dakota Blue Richards, Daniel Craig                              | Statele Unite ale Americii                                                         | Fantasy adventure                   |
| Harry Potter and the Order of the Phoenix | David Yates         | Daniel Radcliffe, Rupert Grint, Emma Watson                                    | Statele Unite ale Americii                                                         | Fantasy adventure                   |
| Into the Wild                             | Sean Penn           | Emile Hirsch, Marcia Gay Harden, William Hurt                                  | Statele Unite ale Americii                                                         | Adventure drama                     |
| Meet the Robinsons                        | Stephen Anderson    | Daniel Hansen, Jordan Fry, Wesley Singerman, Angela Bassett                    | Statele Unite ale Americii                                                         | Science fiction adventure           |
| National Treasure: Book of Secrets        | Jon Turteltaub      | Nicolas Cage, Jon Voight, Diane Kruger, Ed Harris, Helen Mirren, Justin Bartha | Statele Unite ale Americii                                                         | [ 115 ]                             |
| Pathfinder: Legend of the Ghost Warrior   | Marcus Nispel       | Karl Urban, Moon Bloodgood, Russell Means, Clancy Brown                        | Statele Unite ale Americii                                                         | Adventure drama                     |
| Pirates of the Caribbean: At World's End  | Gore Verbinski      | Johnny Depp, Geoffrey Rush, Orlando Bloom, Keira Knightley, Jack Davenport     | Statele Unite ale Americii                                                         | Fantasy adventure, adventure comedy |
| The Seeker                                | David Cunningham    | Alexander Ludwig, Christopher Eccleston, Ian McShane                           | Statele Unite ale Americii                                                         | Fantasy adventure                   |
| Stardust                                  | Matthew Vaughn      | Claire Danes, Michelle Pfeiffer, Robert De Niro                                | Statele Unite ale Americii                                                         | Fantasy adventure                   |
| Sunshine                                  | Danny Boyle         | Cillian Murphy, Chris Evans, Rose Byrne                                        | Statele Unite ale Americii · Regatul Unit al Marii Britanii și al Irlandei de Nord | Space adventure                     |

## 2008
| Titlu                                              | Regizor                             | Actori                                                | Țară                                                                           | Sub-Gen/Note                         |
| -------------------------------------------------- | ----------------------------------- | ----------------------------------------------------- | ------------------------------------------------------------------------------ | ------------------------------------ |
| Astérix at the Olympic Games                       | Thomas Langmann, Frédéric Forestier | Clovis Cornillac, Gérard Depardieu, Benoît Poelvoorde | Belgia · Spania · Italia · Germania · Franța                                   | Family-oriented adventure            |
| Australia                                          | Baz Luhrmann                        | Nicole Kidman, Hugh Jackman, David Wenham             | Statele Unite ale Americii                                                     | [ 122 ]                              |
| Beverly Hills Chihuahua                            | Raja Gosnell                        |                                                       | Statele Unite ale Americii                                                     | Adventure comedy                     |
| Bolt                                               | Chris Williams, Byron Howard        |                                                       | Statele Unite ale Americii                                                     | Adventure comedy                     |
| The Children of Huang Shi                          | Roger Spottiswoode                  | Jonathan Rhys-Meyers, Radha Mitchell, Chow Yun-fat    | Statele Unite ale Americii · Republica Populară Chineză · Australia · Germania | Adventure drama                      |
| The Chronicles of Narnia: Prince Caspian           | Andrew Adamson                      | William Moseley, Anna Popplewell, Skandar Keynes      | Statele Unite ale Americii · Noua Zeelandă                                     | Fantasy adventure                    |
| City of Ember                                      | Gil Kenan                           | Saoirse Ronan, Harry Treadaway, Bill Murray           | Statele Unite ale Americii                                                     | Fantasy adventure                    |
| Dachimawa Lee                                      | Ryu Seung-wan                       | Lim Won-Hee, Kong Hyo-Jin, Park Si-Hyeon              | Coreea de Sud                                                                  | [ 128 ]                              |
| Les Femmes de l'ombre                              | Jean-Paul Salome                    | Sophie Marceau, Julie Depardieu, Marie Gillain        | Franța                                                                         | War adventure                        |
| The Flyboys                                        | Rocco DeVilliers                    | Jesse James, Reiley McClendon, Stephen Baldwin        | Statele Unite ale Americii                                                     | [ 130 ]                              |
| Fool's Gold                                        | Andy Tennant                        | Matthew McConaughey, Kate Hudson, Donald Sutherland   | Statele Unite ale Americii                                                     | Adventure comedy, romantic adventure |
| In the Name of the King: A Dungeon Siege Tale      | Uwe Boll                            | Jason Statham, John Rhys-Davies, Ray Liotta           | Canada · Statele Unite ale Americii                                            | [ 132 ]                              |
| Indiana Jones and the Kingdom of the Crystal Skull | Steven Spielberg                    | Harrison Ford, Cate Blanchett, Shia LaBeouf           | Statele Unite ale Americii                                                     | Adventure comedy                     |
| Journey to the Center of the Earth 3-D             | Eric Brevig                         | Brendan Fraser, Josh Hutcherson, Anita Briem          | Statele Unite ale Americii                                                     | Fantasy adventure                    |
| Jumper                                             | Doug Liman                          | Hayden Christensen, Jamie Bell, Samuel L. Jackson     | Statele Unite ale Americii                                                     | Science fiction adventure            |
| The Mummy: Tomb of the Dragon Emperor              | Rob Cohen                           | Brendan Fraser, Jet Li, Michelle Yeoh                 | Statele Unite ale Americii                                                     | Fantasy adventure, adventure comedy  |
| Nim's Island                                       | Mark Levin                          | Abigail Breslin, Jodie Foster, Gerard Butler          | Statele Unite ale Americii                                                     | Family-oriented adventure            |
| Rambo                                              | Sylvester Stallone                  | Sylvester Stallone, Julie Benz, Paul Schulze          | Statele Unite ale Americii                                                     | War adventure                        |
| The Red Baron                                      | Niki Müllerschön                    | Matthias Schweighofer, Lena Headey, Til Schweiger     | Germania                                                                       | Adventure drama                      |
| Red Cliff                                          | John Woo                            | Tony Leung Chiu-Wai, Takeshi Kaneshiro, Zhang Fengyi  | Republica Populară Chineză                                                     | [ 140 ]                              |
| Roadside Romeo                                     | Jugal Hansraj                       |                                                       | India                                                                          | Family-oriented adventure            |
| The Scorpion King 2: Rise of a Warrior             | Russell Mulcahy                     | Michael Copon, Randy Couture, Karen Shenaz David      | Statele Unite ale Americii                                                     | Fantasy adventure                    |
| Star Wars: The Clone Wars                          | Dave Filoni                         |                                                       | Statele Unite ale Americii                                                     | [ 143 ]                              |

## 2009
| Titlu                                          | Regizor              | Actori                                                                        | Țară | Sub-Gen/Note                                         |
| ---------------------------------------------- | -------------------- | ----------------------------------------------------------------------------- | --- | ---------------------------------------------------- |
| 9                                              | Shane Acker          |                                                                               | Statele Unite ale Americii                                                                                 | Science fiction adventure, fantasy adventure         |
| Dragonball Evolution                           | James Wong           | Justin Chatwin, James Marsters, Emmy Rossum                                   | Australia · Regatul Unit al Marii Britanii și al Irlandei de Nord · Hong Kong · Statele Unite ale Americii | Fantasy adventure                                    |
| Envoyés Très Spéciaux                          | Frédéric Auburtin    | Gérard Lanvin, Gérard Jugnot, Omar Sy                                         | Franța | Adventure comedy                                     |
| Harry Potter and the Half-Blood Prince         | David Yates          | Daniel Radcliffe, Rupert Grint, Emma Watson                                   | Regatul Unit al Marii Britanii și al Irlandei de Nord · Statele Unite ale Americii                         | Fantasy adventure                                    |
| Inglourious Basterds                           | Quentin Tarantino    | Brad Pitt, Mélanie Laurent, Christoph Waltz, Diane Kruger                     | Germania · Statele Unite ale Americii                                                                      | War adventure                                        |
| The Imaginarium of Doctor Parnassus            | Terry Gilliam        | Heath Ledger, Christopher Plummer, Tom Waits                                  | Canada · Regatul Unit al Marii Britanii și al Irlandei de Nord                                             | Fantasy adventure                                    |
| Land of the Lost                               | Brad Silberling      | Will Ferrell, Anna Friel, Danny McBride                                       | Statele Unite ale Americii                                                                                 | Science fiction adventure                            |
| Night at the Museum: Battle of the Smithsonian | Shawn Levy           | Ben Stiller, Amy Adams, Owen Wilson, Hank Azaria                              | Statele Unite ale Americii                                                                                 | Adventure comedy, fantasy adventure                  |
| OSS 117: Lost in Rio                           | Michel Hazanavicius  | Jean Dujardin, Louise Monot, Michel Aumont                                    | Franța | Adventure comedy                                     |
| Cursa spre Witch Mountain                      | Andy Fickman         | Dwayne Johnson, AnnaSophia Robb, Ciarán Hinds, Carla Gugino, Alexander Ludwig | Statele Unite ale Americii                                                                                 | Family-oriented adventure, science fiction adventure |
| Safari                                         | Olivier Baroux       | Kad Merad, Lionel Abelanski, Valerie Benguigui                                | Franța | Adventure comedy                                     |
| Star Trek                                      | J.J. Abrams          | Chris Pine, Zachary Quinto, Leonard Nimoy                                     | Statele Unite ale Americii                                                                                 | Space adventure                                      |
| Deasupra tuturor                               | Pete Docter          | Edward Asner, Christopher Plummer, Jordan Nagai, Bob Peterson                 | Statele Unite ale Americii                                                                                 | Family-oriented adventure                            |
| Valhalla Rising                                | Nicolas Winding Refn | Mads Mikkelsen, Maarten Stevenson, Gordon Brown                               | Statele Unite ale Americii · Regatul Unit al Marii Britanii și al Irlandei de Nord · Danemarca             | [ 157 ]                                              |